# シエテ・レイェス

シエテ・レイェスにより変更されたメキシコの領土区分

シエテ・レイェス（スペイン語: Siete Leyes、七憲令または1836年憲法とも呼ばれる）は1824年メキシコ憲法に対する一連の改正で、メキシコの政体を根本的に変更し、メキシコ合衆国の第一連邦制を終わらせ、中央集権的な単一のメキシコ共和国を成立させた（ただし1835年10月23日の「憲法の基礎」(Bases constitucionales)によって1824年憲法は実質的に廃止されていた）。大統領アントニオ・ロペス・デ・サンタ・アナのもと、1836年12月30日に制定された。これらの法は中央政府を集権化・強化することを目的としていた。
1824年憲法はアメリカ合衆国の成功を模倣した政体を造ることを目的としていたが、つづく10年間の政争、経済不況、外国からの脅威および実際の侵略の後、メキシコにとってよりよい道は中央集権であると保守派は結論づけた。
シエテ・レイェスは1843年に改訂され、より実際的になったが、同時に国家権力は完全にサンタ・アナの手に握られることになった。
1846年にシエテ・レイェスは廃止されて1824年憲法が復活し、メキシコ合衆国の第二連邦制が始まった。

## 内容
1. 第1の法は15条から構成され、スペイン語が読めて年収100ペソ以上の者に市民権を認める。ただし選挙権を持たない男性家庭内労働者およびすべての女性を除く。
2. 第2の法は23条から構成される。大統領に議会の閉鎖と最高裁判所の抑圧を許す。軍の将校は最高裁判所に就任することが許されない。
3. 第3の法は58条から構成され、政府機関によって選出される代議院と元老院の両院制の議会について定める。代議院の任期は4年、元老院は6年とする。
4. 第4の法は34条から構成される。最高裁判所・元老院・大臣会議がそれぞれ3名ずつの候補を指名し、下院はこの9名のうちから大統領と副大統領を選出する。
5. 第5の法は51条から構成される。11名から構成される最高裁判所員は大統領・副大統領と同じ方法で選出される。
6. 第6の法は31条から構成される。主権をもつ州(Estados)にかえてフランスの県にならった中央集権的な県(Departamentos)を置き、その知事と立法者は大統領によって指名される。
7. 第7の法は6年間にわたって改正以前の法に戻すことを禁ずる。